# Achradocera latitarsatus
Achradocera latitarsatus är en tvåvingeart som beskrevs av Becker 1922. Achradocera latitarsatus ingår i släktet Achradocera och familjen styltflugor. Inga underarter finns listade i Catalogue of Life.